# Graafwantsen

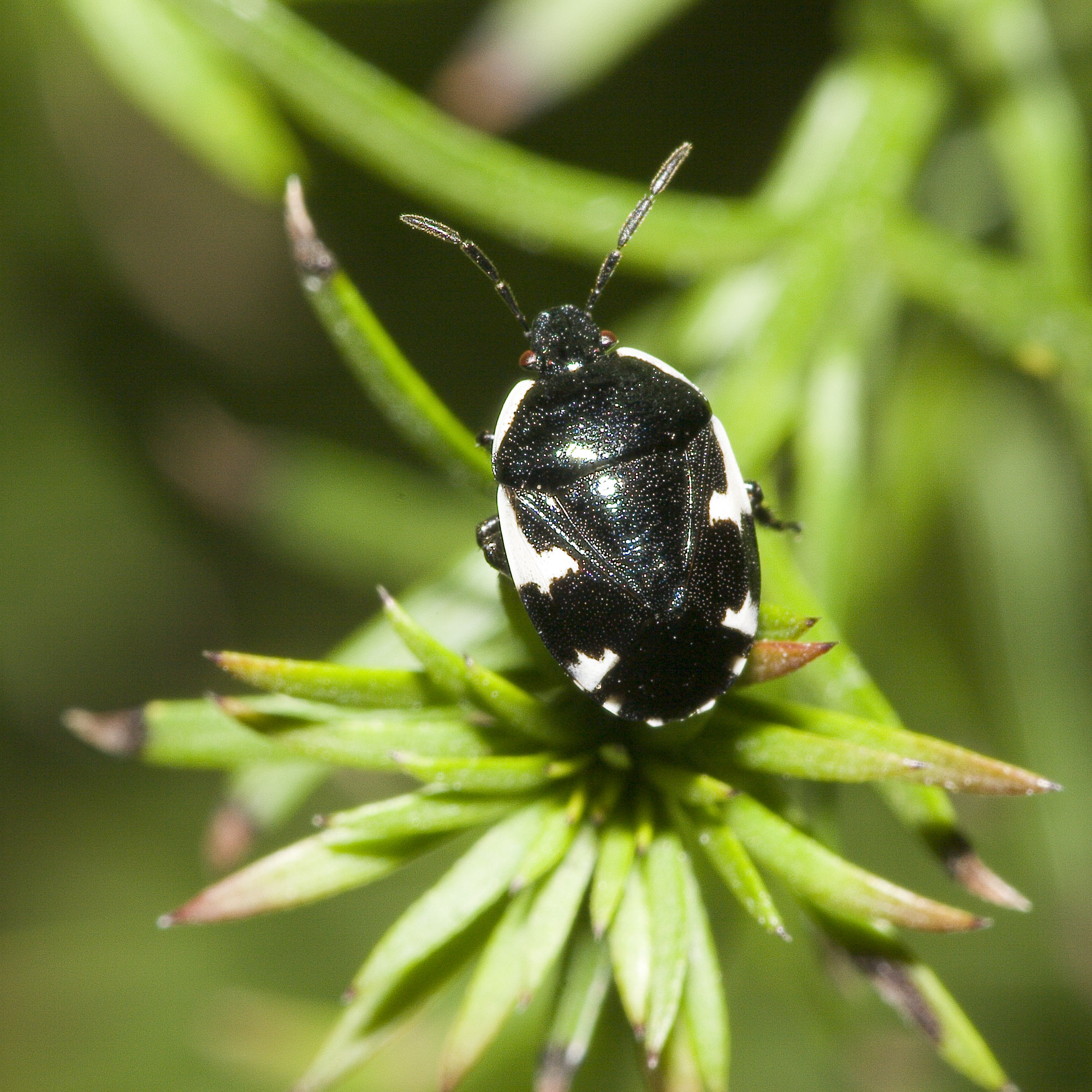
Tritomegas sexmaculatus. Ballotedoornwants

De graafwantsen (Cydnidae) (oude naam: doornwantsen) zijn een familie van wantsen, die behoort tot de superfamilie Pentatomoidea, tot de onderorde Heteroptera en tot de orde Hemiptera.

## Kenmerken
De graafwantsen zijn 2 tot 20 millimeter lang. De meeste soorten hebben een ei-vormig, gebogen lichaam. Dat is zwart of bruin gekleurd en heeft een glad, glanzend oppervlak. Veel soorten hebben poten die zijn aangepast voor het graven. (afgeplat, stevig, stekelig) De schenen (tibia) zijn voorzien zijn talrijke lange stekels, doorns. Daaraan dankt hij de Nederlandse naam doornwants. 

## Verspreiding
De familie is wereldwijd verspreid. Je vindt ze zowel in de tropen als in gematigde breedten.

## Leefwijze
Veel soorten leven in de bodem en volwassen graafwantsen en nimfen zijn dan te vinden in de bodem rond plantenwortels, waaraan ze zuigen. De vrouwtjes leggen hun eieren op de grond. 
Over meeste soorten in de onderfamilie Amnestinae is weinig bekend, maar ze lijken minder gebonden aan een leven in en op de grond.
De vertegenwoordigers van de onderfamilie Sehirinae leven op de top van planten. In Noord-Amerika en Europa, zijn ze vooral te vinden op planten uit de lipbloemenfamilie (Lamiaceae), de ruwbladigenfamilie (Boraginaceae) en verwante planten. Van de dovenetelgraafwants (Tritomegas bicolor) is bekend, dat ze hun eieren leggen in een set van meer dan 100 stuks in kamers in de bodem en dat de vrouwelijke wants vervolgens de eitjes verdedigt. De vrouwtjes hebben zelfs broedzorg voor de jonge nimfen. 
Veel soorten kunnen goed vliegen. De dieren vliegen 's nachts (soms in grote aantallen) naar kunstmatige lichtbronnen. Sommige van de vluchttijden van de betrokken soorten zijn zeer kort en bij sommige soorten ook beperkt tot bepaalde tijden van de dag (bv eerste uur na zonsondergang).
Enkele soorten worden beschouwd als schadelijk in de landbouw. Bijvoorbeeld Scaptocoris castanea op wortels van diverse gewassen in Brazilië, Stibaropus indonesicus op wortels van suikerriet in Indonesië, Atarsocoris brachiariae op wortels van grasland grassen in Brazilië, Byrsinus varians op parelgierst in India, Microporus nigrita op wortels van gewassen op zandgronden in Europa. 

## Taxonomie
Van de wantsenfamilies uit de superfamilie Pentatomoidea is de geschiedenis van de taxomonie van de graafwantsen het grootst. Er zijn in de loop der tijd veel veranderingen geweest. De familie is in 1820 door Johan Gustaf Bill Berg voor het eerst beschreven. Amyot & Serville verdeelde de groep voor het eerst in 1843 in twee onderfamilies (Cydninae en Sehirinae). Froeschner (1960) in  vijf onderfamilies. Daarna is het nog vaak veranderd.
Op dit moment gaat men uit van de volgende indeling in onderfamilies en geslachtengroepen. Daarin komen in Nederland tien soorten voor. 
- Onderfamilie Amnestinae slechts één bestaande genus Amnestus, (  Nearctisch en  Neotropisch )
- Onderfamilie Cydninae (wereldwijd)
  - Geslachtengroep Cydnini 
    - Cydnus aterrimus, wolfsmelkgraafwants

  - Geslachtengroep Geotomini
    - Geslacht Geotomus Mulsant & Rey, 1866
    - Byrsinus flavicornis, kleine borstelige graafwants
    - Microporus nigrita, grote borstelige graafwants
- Onderfamilie Garsauriinae 3 geslachten. (Tropisch oostelijk halfrond, ten noorden van Japan)
- Onderfamilie Sehirinae (  Palaearctisch , Afrika, één soort in Noord-Amerika)
  - Geslachtengroep Amaurocorini
  - Geslachtengroep Sehirini
    - Adomerus biguttatus, hengelgraafwants
    - Legnotus limbosus, kleefkruidgraafwants
    - Legnotus picipes, walstrograafwants
    - Sehirus luctuosus, vergeet-mij-nietgraafwants
    - Sehirus morio, ossentonggraafwants
    - Tritomegas bicolor, dovenetelgraafwants
    - Tritomegas sexmaculatus, ballotegraafwants
- Onderfamilie Cephalocteinae (Zuid-en Midden-Amerika, Afrika, Zuid-Europa, Zuid- en Oost-Azië, Australië) 
  - Geslachtengroep Cephalocteini
  - Geslachtengroep Scaptocorini